# 高知県立伊野商業高等学校
高知県立伊野商業高等学校（こうちけんりつ いのしょうぎょうこうとうがっこう、英: Ino Business High School）は、高知県吾川郡いの町に所在する公立の商業高等学校。

## 設置学科
- キャリアビジネス科（1学年あたり160名）
  - ビジネスコース
    - オフィスプラン
    - ビジネスマナープラン

  - ツーリズムコース
    - コミュニケーションプラン
    - ホスピタリティビジネスプラン

  - ICTコース
    - スペシャリストプラン
    - 情報ビジネスプラン

  - デザインコース
    - CGプラン
    - 映像プラン

## 沿革
- 1963年（昭和38年） - 開校。
- 1971年（昭和46年） - 情報処理科新設。
- 1985年 （昭和60年） - 春の甲子園で初出場で優勝
- 1994年（平成6年） - 商業科を流通ビジネス科・国際観光科・情報デザイン科・ビジネス会計科に学科改編。
- 2003年（平成15年） - 流通ビジネス科をメディアクリエート科に学科改編。
- 2012年（平成24年）4月1日 - 5学科制を1学科（キャリアビジネス科）4コース・8プラン制に学科再編。メディアクリエート科・国際観光科・情報デザイン科・情報処理科・ビジネス会計科の生徒募集を停止。学年制から単位制に改編。
- 2014年（平成26年）3月31日 - メディアクリエート科・国際観光科・情報デザイン科・情報処理科・ビジネス会計科を廃止。

## 主な出身者
- 山下司 - プロ野球選手
- 井本隆 - プロ野球選手
- 谷山高明 - プロ野球選手
- 国沢道雄 - プロ野球選手
- 渡辺智男 - プロ野球選手
- 高橋朗浩 - プロ野球選手
- 楠みちはる - 漫画家